# Национальный железнодорожный музей (Йорк)
Национальный железнодорожный музей (англ. National Railway Museum, NRM) — технический музей в Йорке, Великобритания, входящий в британскую Группу Музея науки. Посвящён истории железнодорожного транспорта Великобритании и его влиянию на общество. Удостоен множества наград, в том числе European Museum of the Year Award в 2001 году. В музее хранится национальная коллекции исторически значимых железнодорожных транспортных средств, а также собрание других артефактов, письменных и графических работ.

## Описание
В Национальном железнодорожном музее в Йорке выставлена коллекция из более чем 100 паровозов и около 300 единиц другого подвижного состава, практически все из которых эксплуатировались на железных дорогах Великобритании или были построены в этой стране. Занимающий площадь более 8 га, музей также хранит сотни тысяч других предметов и документов, представляющих общественный, технический, художественный или исторический интерес. Они в основном экспонируются в трёх больших залах бывшего локомотивного депо рядом с East Coast Main Line, недалеко от железнодорожного вокзала Йорка.
Музей является крупнейшим подобного типа в Великобритании. В 2014/2015 финансовом году его посетило более 727 000 человек (крупнейшим в мире по объёму выставочных площадей является Французский железнодорожный музей (La Cité du Train) в городе Мюлуз, хотя он уступает британскому музею по числу посетителей).
Национальный железнодорожный музей разместился на нынешнем месте, в депо Йорк-Норт, в 1975 году, после объединения коллекции British Railways в Клэпхэме и Йоркского железнодорожного музея, располагавшегося на Куин-Стрит, к юго-востоку от железнодорожной станции. С тех пор коллекция музея продолжала расти.
Музей находится в нескольких минутах ходьбы от железнодорожного вокзала Йорка. С 2001 года вход в музей бесплатный.
В 2004 году открылся филиал музея в Шилдоне, графство Дарем. В нём размещена часть национальной коллекции локомотивов, которая занимает бывшую территорию мастерской Тимоти Хэкворта. По данным за 2011/2012 финансовый год, его посетило более 210 000 человек.

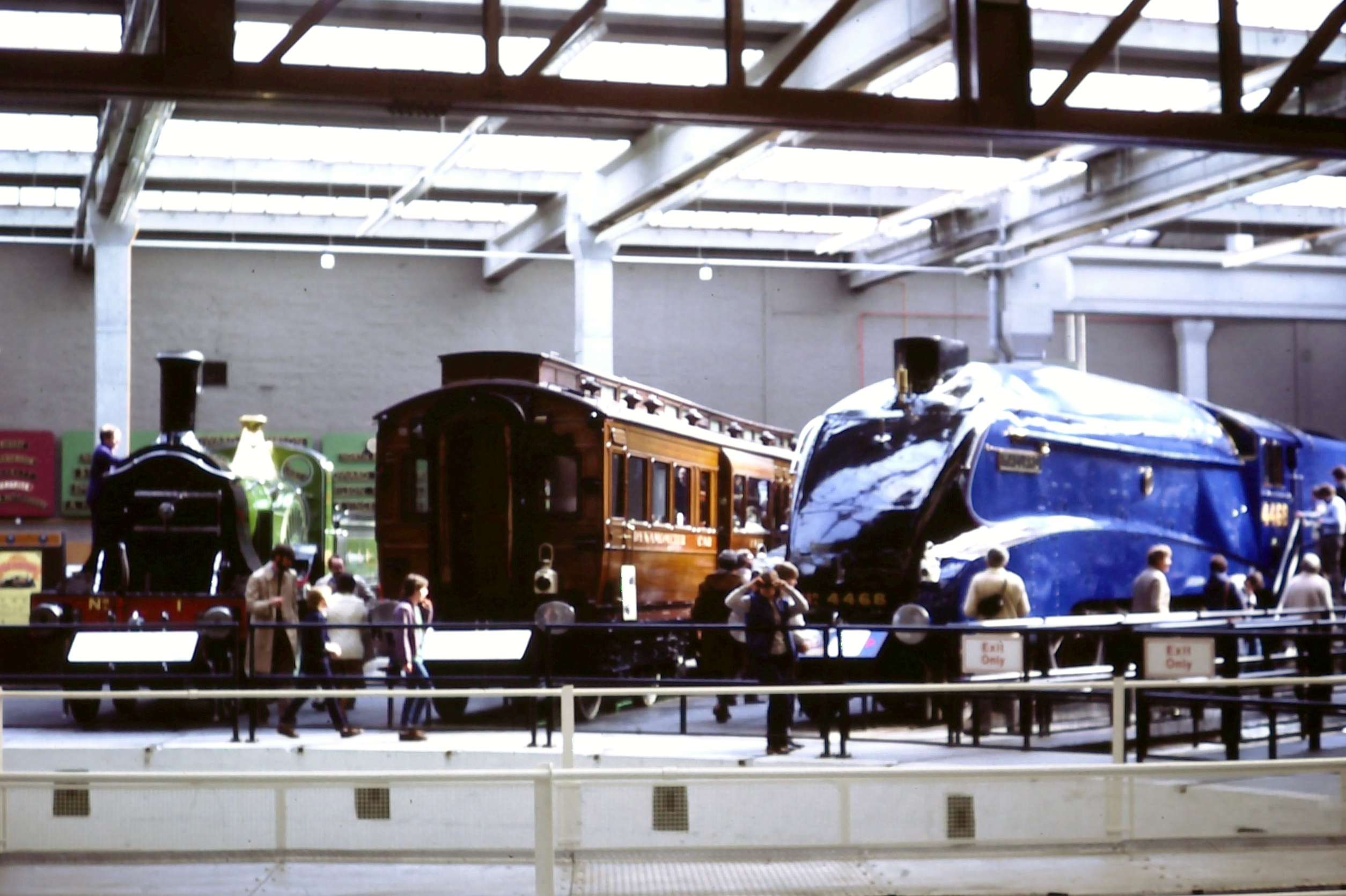
Большой зал (1981)
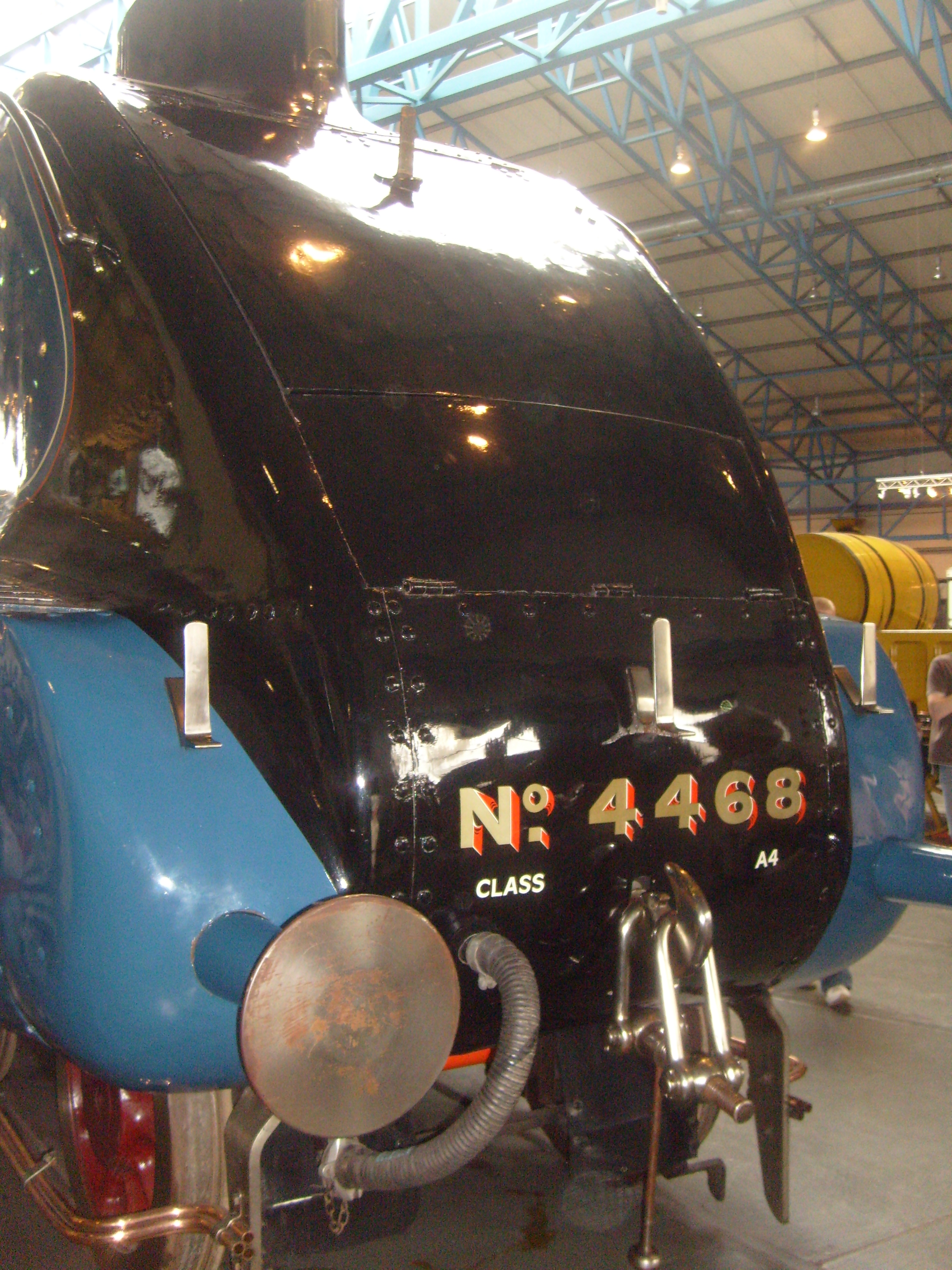
4468 Mallard (2009)
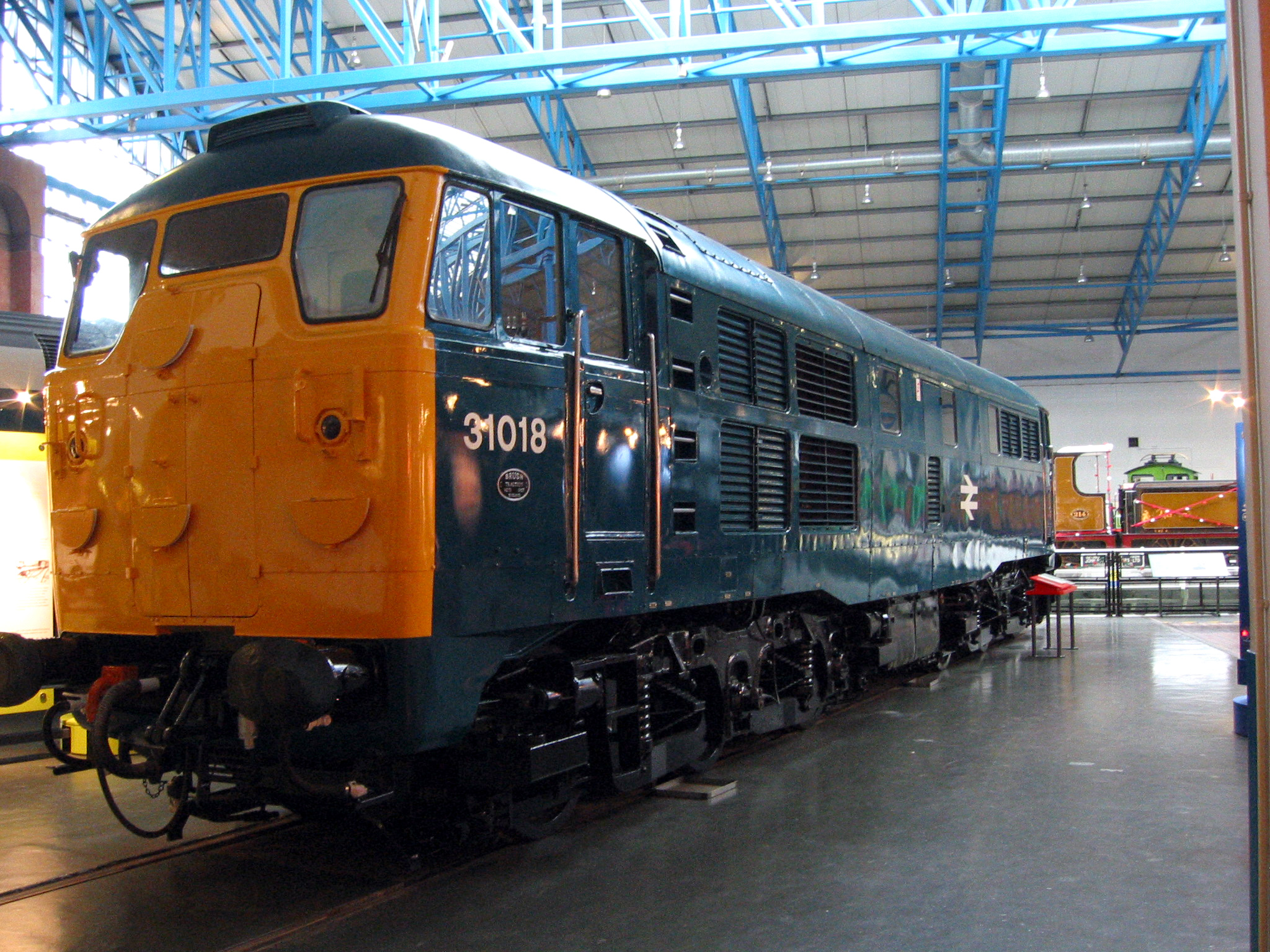
Class 31 No. 31018 в Большом зале (2006)
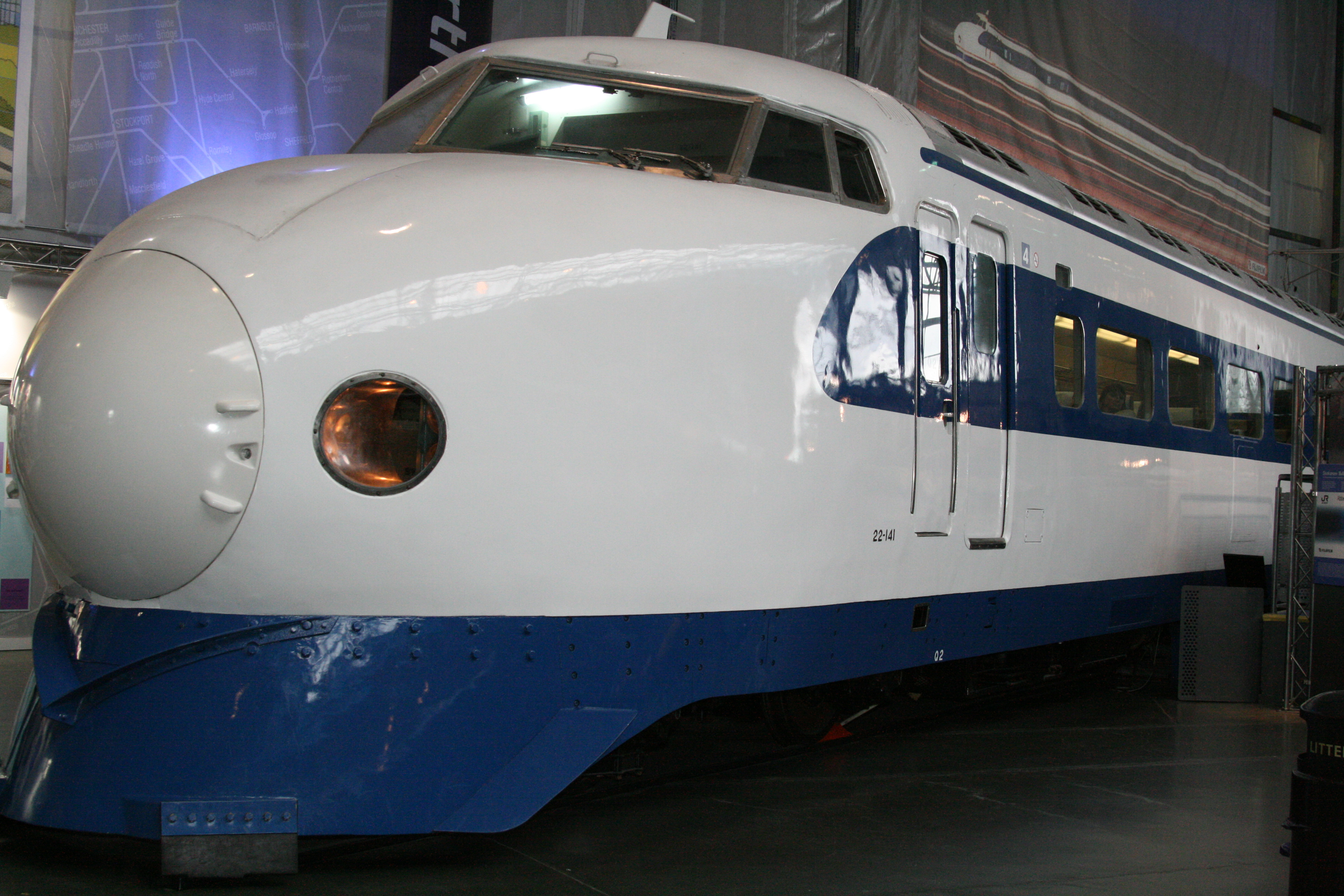
Японский поезд Shinkansen № 22-141(2007)
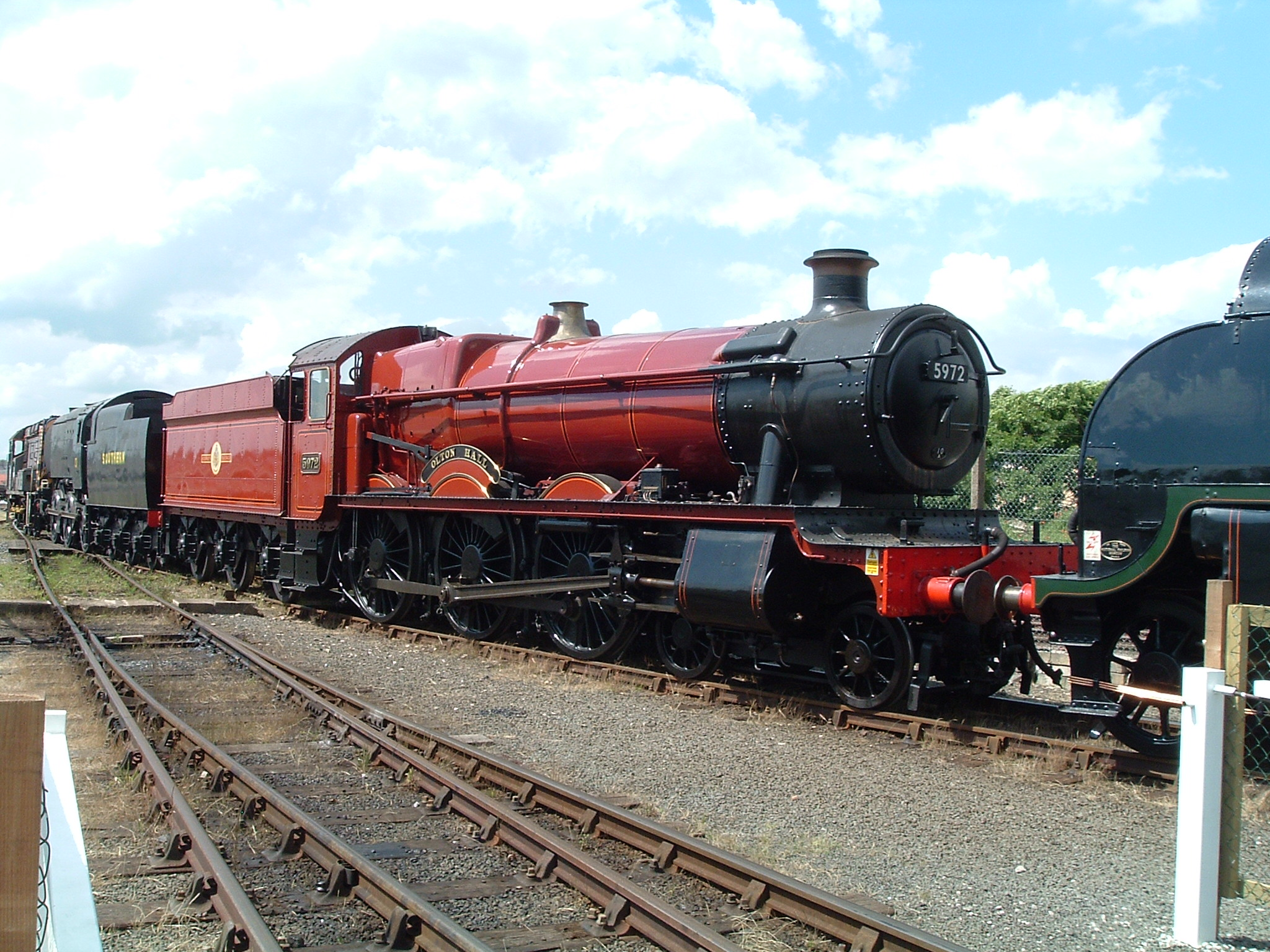
Визит локомотива Hogwarts Express (GWR 4900 № 5972 Olton Hall) (2004)
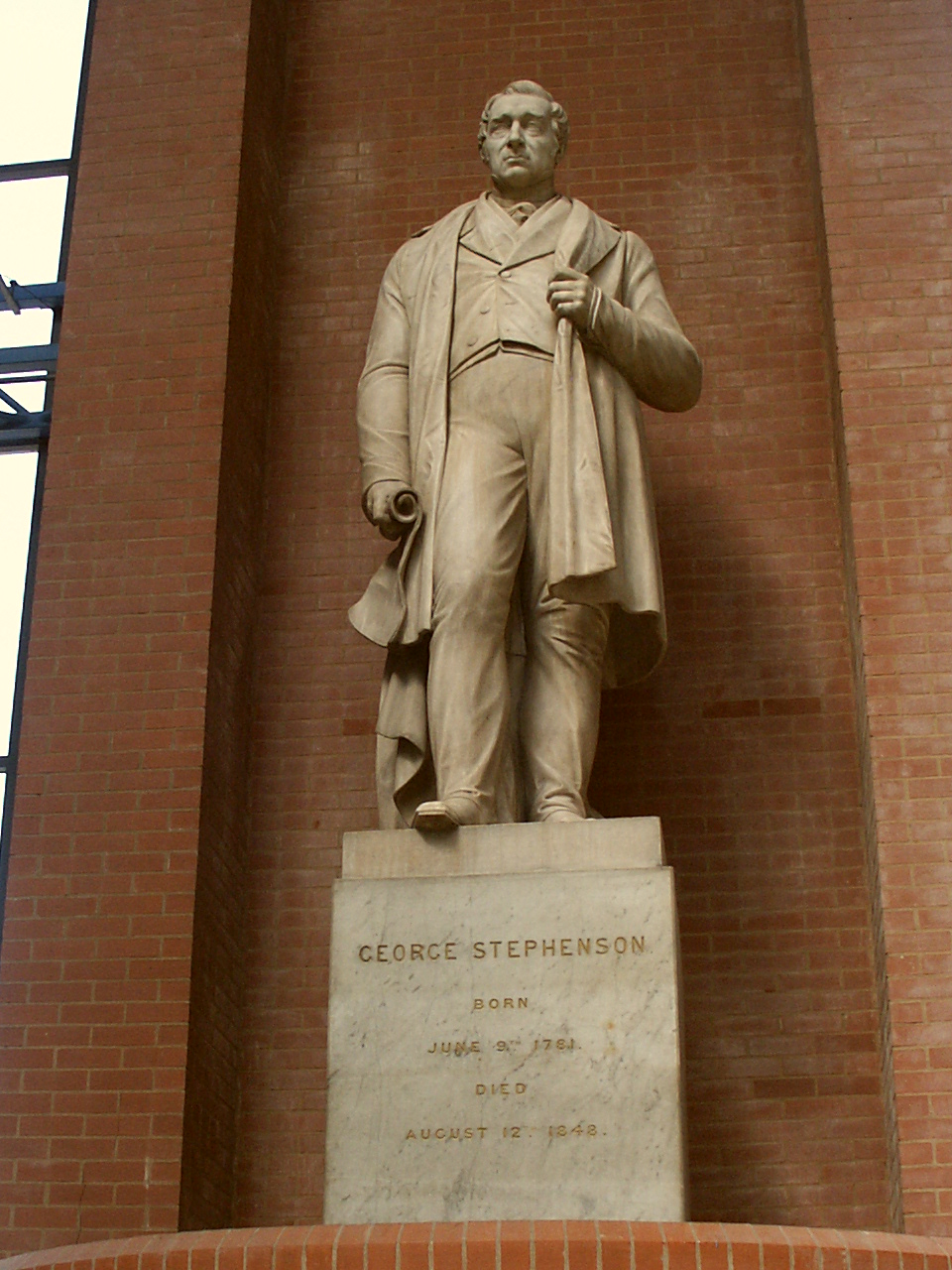
Статуя Джорджа Стефенсона в Большом зале

## Национальная коллекция

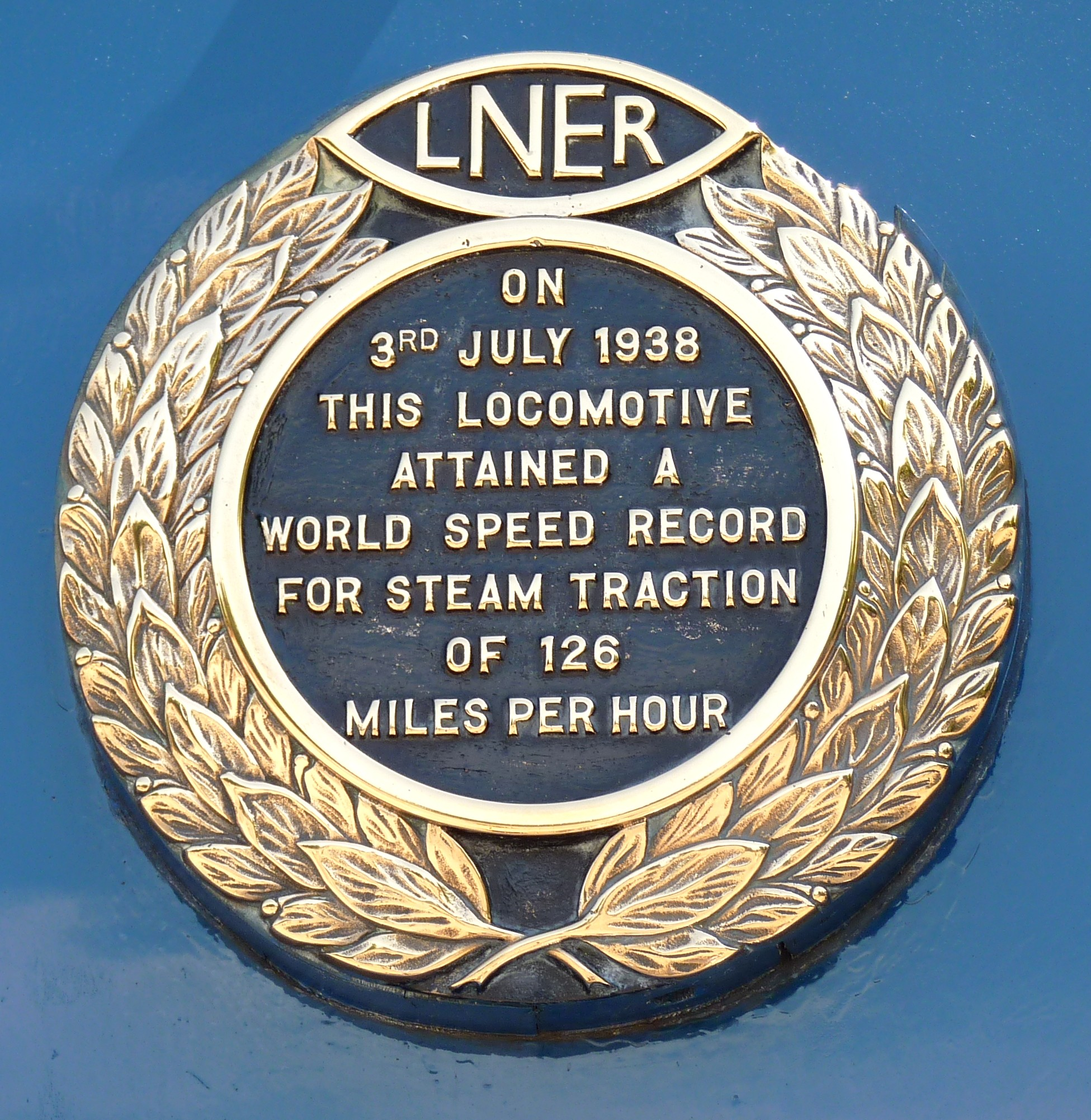
Рекордная табличка на паровозе Mallard

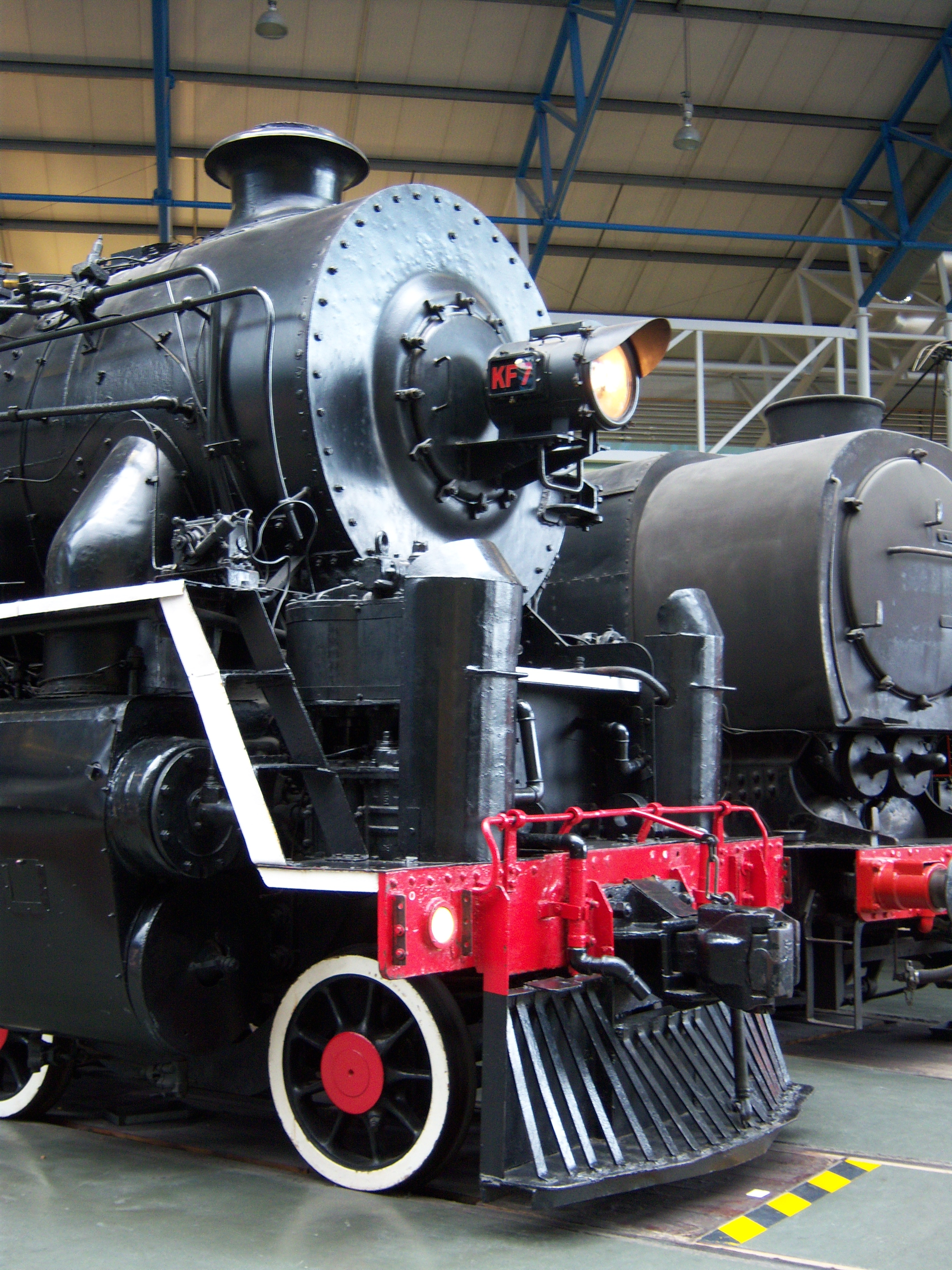
China Railways KF № 607

В Национальную коллекцию включено около 280 единиц железнодорожного транспорта, из них около 100 хранится в Йорке, а остальные — в Шилдоне, других музеях и на исторических железных дорогах. Наиболее ранние экспонаты относятся к дорогам примерно 1815 года. Постоянная экспозиция включает в себя «дворцы на колёсах» — собрание салонов королевских поездов начиная от ранних поездов королевы Виктории и до поездов королевы Елизавета II 1970-х годов, среди которых несколько рельсовых транспортных средств, ставших первыми музейными экспонатами. Другие ключевые экспонаты, которые, как правило, выставлены в Йорке, включают паровоз Furness Railway № 3 Coppernob 1846 года и более современные скоростные пассажирские паровозы LNER Class A3 4472 Flying Scotsman (включён в коллекцию в 2004 году), LNER Class A4 4468 Mallard и LMS Princess Coronation Class 6229 Duchess of Hamilton. Flying Scotsman — один из экспонатов, допущенный к эксплуатации на главном пути национальной железнодорожной сети Великобритании.
Несколько экспонатов музея доставлены из-за границы: китайский Class KF7, паровоз типа 2-4-2, построенный в Великобритании и возвращённый в 1981 году; спальный вагон Wagons-Lits, использовавшийся на маршруте Париж — Лондон в составе поезда Night Ferry. Единственным исключением из правила экспонировать объекты, связанные с Великобританией, является японский электропоезд серии 0 сети Синкансэн, головной вагон которого подарен музею West Japan Railway Company в 2001 году. Он стал частью экспозиции, получившей награду музейного сообщества и единственным образцом Синкансэн, выставленным за пределами Японии.
Состав экспозиции периодически меняется, также в течение ограниченного времени в музее выставляются образцы новой техники.
В музее находятся и более крупные экспонаты, например, Гонлесский мост со Stockton and Darlington Railway или стационарные двигатели канатной тяги фуникулёров.
Среди более мелких экспонатов — элементы железнодорожной сигнализации, автодорожные транспортные средства, модели кораблей, плакаты, рисунки и другие произведения искусства, билеты, таблички, униформа сотрудников, стационарные и наручные часы, мебель и оборудование железнодорожных компаний, гостиниц, комнат отдыха и кабинетов (в том числе официальные печати железнодорожных компаний) и широкий ассортимент моделей поездов, в том числе использующихся на музейном макете железной дороги, работающем с 1982 года.

### Search Engine
Национальный железнодорожный музей располагает обширной открытой библиотекой и архивом материалов, связанных с железнодорожной тематикой. В них входят коллекция чертежей локомотивов и подвижного состава, полученные от железных дорог и независимых производственных компаний. Копии многих чертежей продаются энтузиастам железнодорожного движения для помощи в изготовлении новых и реставрации старых локомотивов. Они также продаются моделистам для изготовления точных масштабных моделей. В библиотеке хранится более 20 000 книг и 800 журналов, из которых около 300 выходят до сих пор. В архиве также имеется большая коллекция технологической и испытательной документации, а также расписания движения, включая большое количество расписаний Брэдшоу. Архивы содержат около 1,75 млн фотоизображений, охватывающих период от ранней эпохи фотографии до наших дней. Коллекция содержит официальные собрания от железнодорожных компаний и собрания любителей, таких как Эрик Трейси и Х. Гордон Тайди.
В 1999/2000 финансовом году музей начал собирать записи бывших железнодорожных служащих для Национального архива устной истории железных дорог. Также в коллекцию входит архив записей звуков паровозов Питера Хэндфорда. В 2009 году была приобретена коллекция Форсайта, в которую входит эфемера, связанная с путешествиями и транспортом. Через поисковую систему Search Engine можно увидеть многие произведения искусства и плакаты, находящиеся в музее, также с 2011 года они доступны на временных выставках в новой художественной галерее.
Поисковая система Search Engine открыта в конце 2007 года. Архив и библиотека коллекций могут быть просмотрены любым посетителем без предварительной записи, хотя сайт рекомендует предварительное бронирование архивных материалов не менее чем за 24 часа. Большинство объектов перечислены на сайте, где можно узнать о доступности материалов до посещения. Для тех, кто не может посетить музей, предоставляется услуга опосредованного доступа.

## Предыстория
Первые любительские попытки создать национальный железнодорожный музей предпринимались в Великобритании с конца XIX века. Однако нынешняя национальная коллекция сформировалась в результате слияния двух официальных проектов, действовавших самостоятельно продолжительное время. Один вели государственные музеи, собирая исторические свидетельства технического прогресса, а другой — железнодорожная отрасль, основной вклад которого получен от North Eastern Railway, наследницы первой в мире железной дороги Стоктон — Дарлингтон.
Коллекция Музея науки в Лондоне ведёт историю с 1860-х годов от музея Патентного офиса, в котором были собраны такие реликвии, как «Пыхтящий Билли», «Ракета» Стефенсона и Agenoria (паровоз той же конструкции, что и «Стоурбриджский лев»).
Сохранение ставшего ненужным оборудования железнодорожной компании было делом случая. Иногда реликвии хранились в мастерских и бюро компаний, некоторые из них исчезали, если обстоятельства менялись. Если они выставлялись на всеобщее обозрение, как правило, их ставили на железнодорожной станции внутри витрины или на постаменте. Наиболее ранними примерами таких памятников являются паровозы Coppernob в Барроу-ин-Фернесс, Derwent и Locomotion в Дарлингтоне и Tiny в Ньютон-Эбботе.
Первые железнодорожные музеи были открыты в Хамаре в Норвегии (1896) и Нюрнберге в Германии (1899). Их появление вызвало разговоры о необходимости создания подобных коллекций и в Великобритании, сначала в 1890-е, затем в 1908, однако дело кончилось ничем. В 1906 году два из самых ранних ширококолейных локомотивов Great Western Railway: North Star и Lord of the Isles, стоявшие на приколе в Swindon Works, были порезаны на металлолом, чтобы освободить место. Такая же судьба постигла в последующие годы и несколько других реликвий.
С 1880 года Дж. Б. Харпер из администрации North Eastern Railway собирал экспонаты, значительная часть которых была показана на праздновании столетия первой железной дороги в 1925 году. Впоследствии они стали основой музея, открытого London and North Eastern Railway (LNER) в 1928 году в Йорке, куратором которого стал М. Байуэлл.
Небольшие экспонаты были размещены в старом здании станций, а подвижной состав и другие крупные экспонаты выставлены в бывших ремонтных цехах старой York and North Midland Railway (здание снесли после закрытия музея). Паровозы были установлены на коротких отрезках пути, выполнявших роль пьедестала, что напоминало практику традиционных музеев. Только с появлением Национального железнодорожного музея в Британии появился железнодорожный музей с проложенными путями, по которым большие экспонаты могли легко размещаться в экспозиции и выводиться из неё.
В коллекции преобладали экспонаты North Eastern Railway и Great Northern Railway, вошедших в LNER. Остальные три железнодорожные компании из «Большой четвёрки» не проявили сильного интереса к участию в инициативе, хотя в конце концов каждая предоставила для музея по одному паровозу: Great Western Railway (GWR) — GWR 3700 Class 3440 City of Truro, London, Midland and Scottish Railway (LMS) — LNWR 1868 Columbine и Southern Railway (SR) — LB&SCR B1 class Gladstone.
GWR собрала ценную коллекцию небольших объектов, установив их в частном порядке в длинном коридоре на вокзале Паддингтон. В 1925 году компания построила точную копию паровоза North Star, в 1931 году отправила на хранение City of Truro и Tiny, в 1946 году приобрела для хранения Shannon.
LMS имела собственную выставку небольших объектов на вокзале Юстон. Она также начала создавать коллекцию старинных паровозов, в которую вошли Caledonian 123, Columbine, Cornwall, Hardwicke, Highland 103, Midland 118 и Pet. Последние три стояли на приколе в Crewe Works и были порезаны на металлолом после изменении политики компании в 1932 году. LMS отправила на хранение ещё один паровоз, Midland 158A, прежде чем произошла национализация железных дорог в 1948 году. Компания также смогла сохранить коллекцию исторических королевских салонов в Вольвертоне и построить реплику «Ракеты» с шестью вагонами для железной дороги Ливерпуль — Манчестер к её столетию в 1930 году. Другой интересной моделью стало мобильное почтовое отделение с железной дороги Grand Junction Railway.
Southern Railway (SR) в наследство достались три исторических вагона Bodmin and Wadebridge Railway, долгое время стоявшие в Йорке и на станции Лондон-Ватерлоо. В отношении собственного оборудования дорога никаких организованных действий по сохранению не предпринимала. В 1934 году на хранение был передан паровоз Ryde 1864 года постройки, но в 1940 году он был порезан на металлолом; единственным локомотивом, сохранившийся на SR, был Boxhill, выведенный из эксплуатации в 1947 году. (Gladstone был сохранён Стефенсоновским паровозным обществом в порядке частной инициативы и передан Британской транспортной комиссии только в 1959 году).

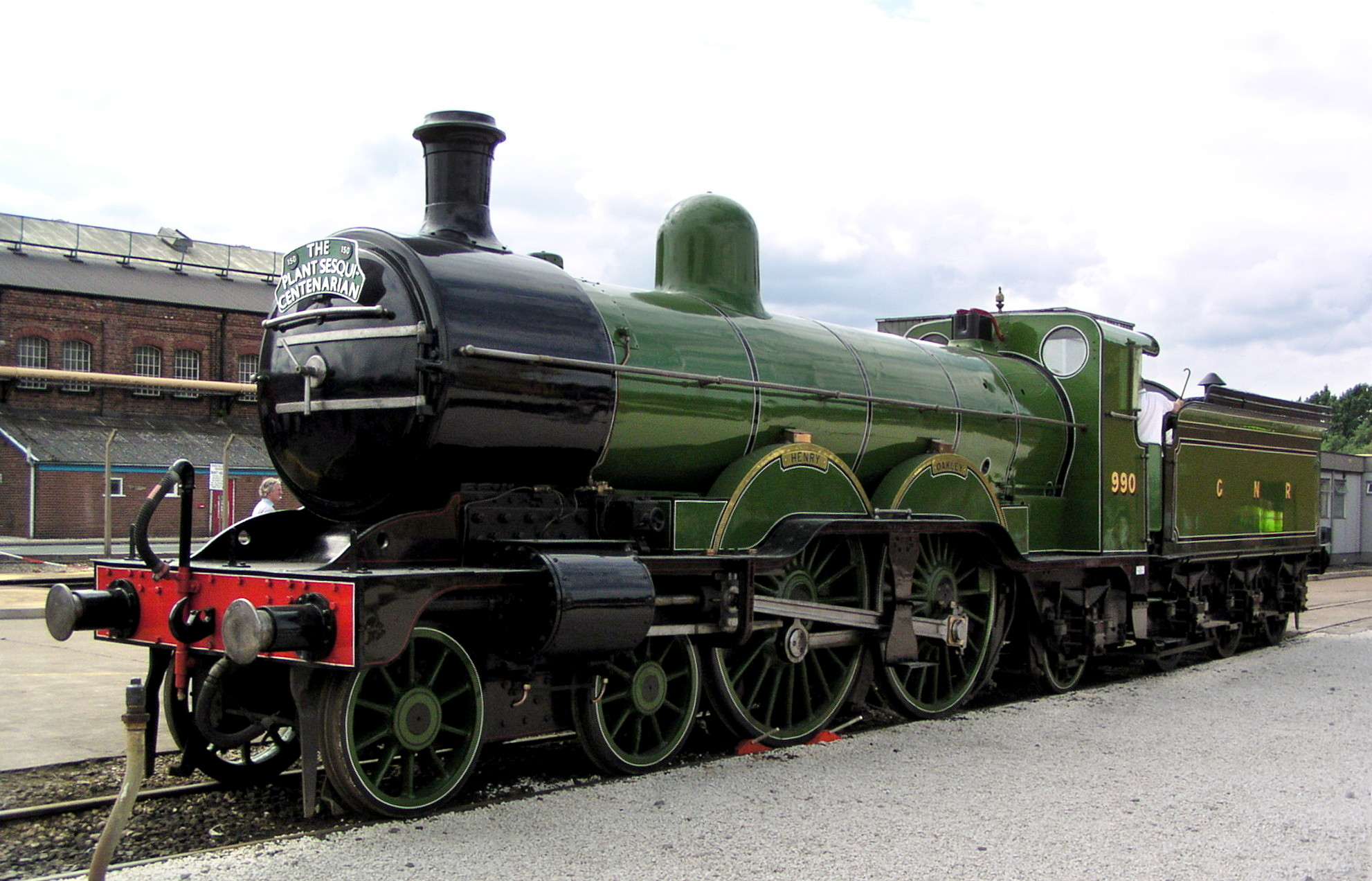
GNR Class C1 990 Henry Oakley, первый «атлантик» в Великобритании

Национализация железных дорог в 1948 году обеспечила возможность более общего подхода к сохранению исторического наследия. В 1951 году Британской транспортной комиссией был подготовлен отчёт о состоянии дел в этой области.
В отчёте рекомендовалось назначить куратора работ по сохранению (им стал Джон М. Шоулз), сохранение Йоркского музея, создание других региональных музеев (не выполнено так, как предлагалось), небольшой коллекции реликвий в старом Большом зале Юстона (осуществлено на временной основе) и большого музея где-то в Лондоне. Для выполнения последней рекомендации рассматривалось здание бывшего вокзала в Найн-Элмс, но в итоге Музей британского транспорта был открыт в 1961 году в здании бывшего автобусного гаража в Клэпхэме. Был подготовлен официальный список локомотивов, подлежащих сохранению, они находились в различных депо и мастерских или временно экспонировались в местных музеях по всей стране. До настоящего времени значительная часть национальной коллекции находится в Музее Great Western Railway в Суиндоне, в то время как Музей транспорта в Глазго, также во многом способствовавший наполнению коллекции, содержит шотландские экспонаты (в том числе NBR K Glen Class 256 Glen Douglas в настоящее время находящийся на Bo’ness & Kinneil Railway), не являющиеся частью Национальной коллекции.
Доклад Бичинга рекомендовал British Railways прекратить содержание музеев, в связи с чем историк транспорта Том Ролт при участии других представителей общественности, такие как историк Джек Симмонс, начал кампанию за создание нового музея. В результате было достигнуто соглашение, закреплённое в Законе о транспорте 1968 года, по которому British Railways предоставляло помещение для Национального железнодорожного музея, который административно становился филиалом Национального музея науки и промышленности, директором которого на тот момент была Маргарет Уэстон. Музей становился первым английский национальным музеем, расположенным за пределами Лондона — шаг, который в своё время критиковался лондонцами.
Переданное под музей здание представляло собой бывшее веерное депо в Йорк-Норт, расположенное у East Coast Main Line и реконструированное в 1950-е годы. Старый Йоркский музей и музей в Клэпхэме были закрыты в 1973 году. Некоторые экспонаты остались в столице и легли в основу Лондонского музея транспорта в Ковент-Гардене. Некоторые экспонаты Йоркского музея были переданы в Дарлингтонский железнодорожный центр и музей. Остальные экспонаты из музеев в Йорке и Клэпхэме переехали на новое место и были дополнены транспортными средствами, взятыми с мест хранения в Престон-Парке в Брайтоне и в других местах и отреставрированными. Созданием Национального железнодорожного музея руководили первый хранитель, Джон Койли, его заместитель Питер Семменс, представитель Музея науки Джон Ван Римсдик и историк Дэвид Дженкинсон.

## 1975—2000

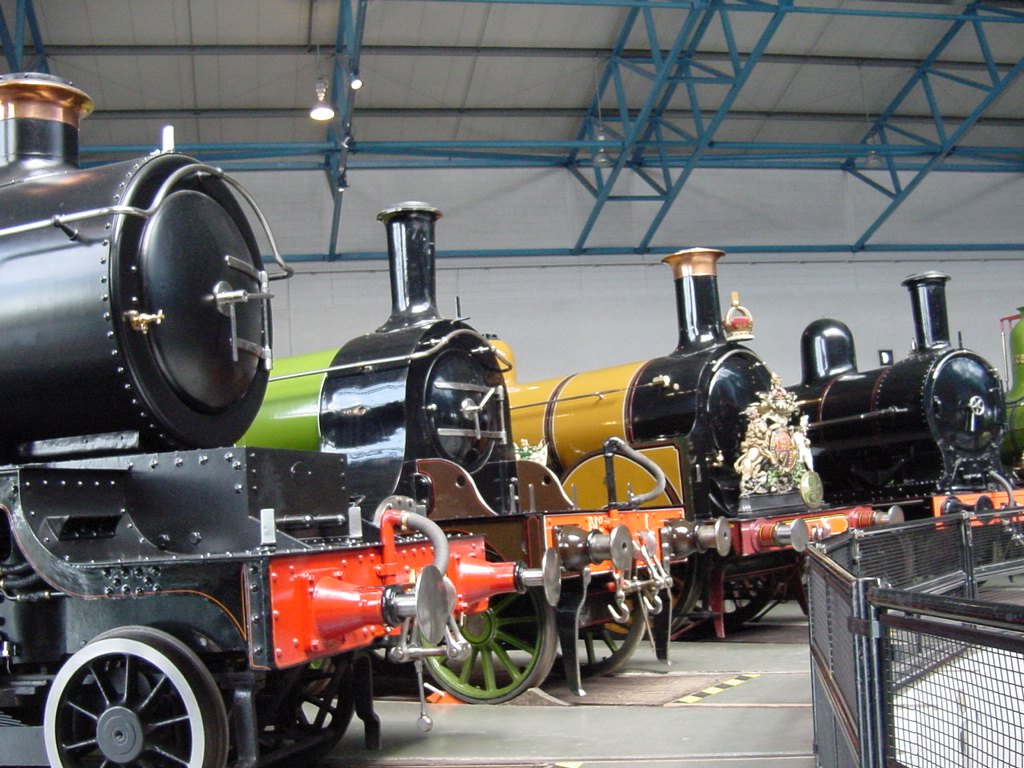
Паровозы, расставленные вокруг поворотного круга в Большом зале

Открытие музея состоялось в 1975 году, церемонию возглавил принц Филипп. Открытие совпало со 150-летием открытия железной дороги Стоктон — Дарлингтон, для которой было выделено несколько рабочих экспонатов. По сравнению музеями-предшественниками в Национальном железнодорожном музее были шире представлены обычные пассажирские вагоны и непаровые локомотивы. Но самым популярным новым экспонатом оказался SR Merchant Navy class 35029 Ellerman Lines, показанный в разрезе. В первый год музей посетило более миллиона человек, положительно отзывались о нём и специалисты.
Значимыми событиями 1979 года стали восстановление соответствующих поездов к столетию введения общественного питания и выставка, посвящённая столетию железной дороги на электрической тяге, которая привлекла повышенное внимание к этой части музейной экспозиции.
Также в 1979 году в музее появилась рабочая модель стефенсоновской «Ракеты», подготовленная к празднованию в следующем году 150-летия железной дороги Ливерпуль — Манчестер. Впоследствии модель использовалась в мероприятиях музея по всему миру.
Другой рабочей моделью, пополнившей коллекцию в 1985 году в связи со 150-летием Great Western Railway, стал паровоз широкой колеи (2134 мм) Iron Duke.
В 1990 году в коллекцию музея навечно включили книги «Железнодорожной серии» Уилберта Одри за их роль в поддержании интереса детей к железнодорожному транспорту. В 1991 году Кристофер Одри решил запечатлеть это событие в книге Thomas and the Great Railway Show: паровозик Томас (самый знаменитый из персонажей Одри) стал почётным членом коллекции Национального железнодорожного музея.
В 1990 году опасения по поводу состояния бетонной крыши главного здания стали причиной серьёзных перемен в деятельности музея. Чтобы остаться в Йорке, в здании напротив, где ранее располагались товарные склады Йорка, была оформлена экспозиция поездов в виде пассажирской станции — вместе с прилегающей к зданию South Yard выставка получила название The Great Railway Show. Часть экспонатов сформировали выставку National Railway Museum on Tour и на сезон переехала на территорию бывшего завода Swindon Works.
В главном здании полностью заменили крышу и произвели другие изменения, в том числе убрали один из двух оригинальных поворотных кругов 1954 года.
Открытие обновлённого музея состоялось 16 апреля 1992 года, церемонию возглавил принц Эдвард. После реконструкции Большой зал смог вместить больше крупных экспонатов, таких как железнодорожные сигналы, пешеходный мост со станции метро Перси-Мэйн и сегмент железнодорожного тоннеля под Ла-Маншем. Экспозиция на товарных складах сохранилась под названием Станционного зала.

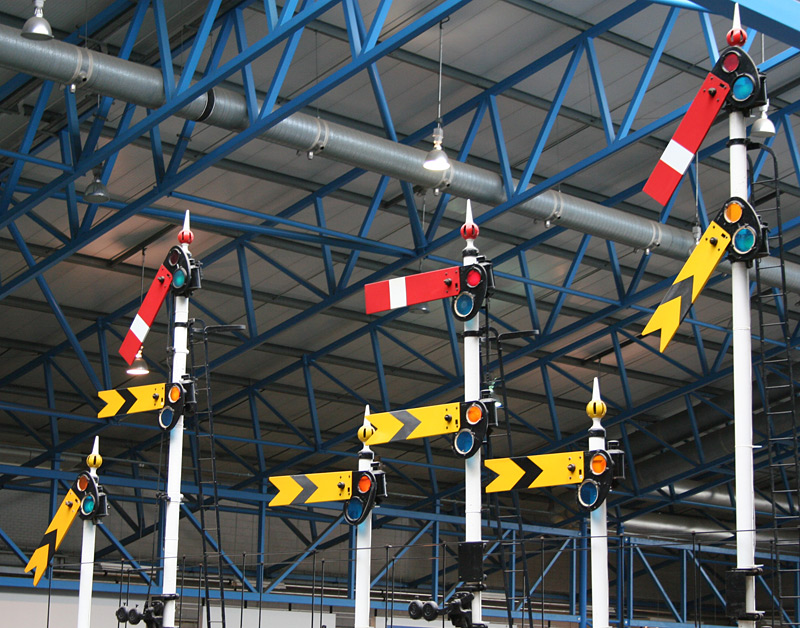
Семафоры в Большом зале

В 1995 году музей вместе с Йоркским университетом приступил к созданию научно-исследовательского центра — Института железнодорожных исследований (и истории транспорта). С того же времени началось сотрудничество с колледжем Йорка и была создана Йоркширская железнодорожная академия для профессиональной подготовки железнодорожников. Музей также начал программу стажировки и вошёл в партнёрства, осуществляющие подготовку в области сохранения исторического наследия.
В 1996 году появился Сад музея, где расположились миниатюрная железная дорога с колеёй 184 мм и детская площадка.
Плохое состояние оставшихся зданий 1950-х годов постройки привело к их замене в 1999 году на корпус Завод. В нём разместилось несколько функциональных зон: Мастерская, предназначенная для ремонта подвижного состава; Галерея мастерской, с которой посетители могут наблюдать за ремонтными работами; Галерея железной дороги, с которой посетители могут наблюдать за повседневными операциями действующей железной дороги, включая балкон с видом на вокзал Йорка и несколькими мониторами, на которых дублируется трансляция из центра управления; и Склад, — инновационная открытая площадка хранения, популярная как среди посетителей, так и музейных работников.

## После 2000 года

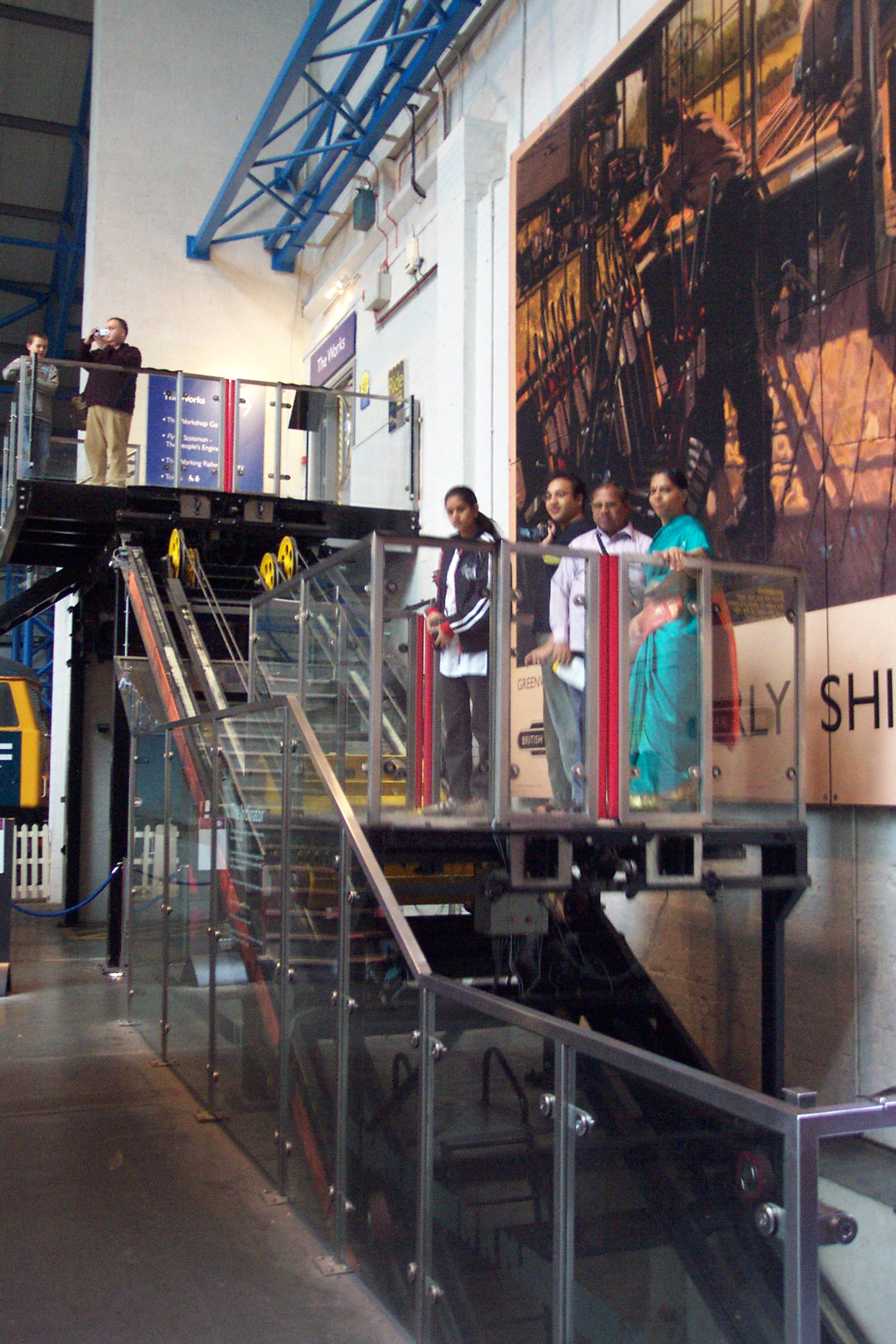
Бывшая фуникулёрная дорога между этажами

Для безбарьерного доступа из главного зала на Галерею мастерской, был сооружён специальный подъёмник. Помимо своей основной функции он демонстрировал, как работает фуникулёр. С этой целью механизм выставлен напоказ. В августе 2013 года из-за невозможности ремонта подъёмник был демонтирован.
В 2004 году в музее праздновали юбилеи нескольких железных дорог в рамках большого фестиваля Railfest.
Следующий Railfest прошёл 25—30 мая 2008 года и был связан с шестидесятыми годами. В Шиндоне, графство Дарем открылся новый филиал музея, где часть экспозиции заняли грузовые вагоны. Кроме того, музей при поддержке Мемориального фонда национального наследия провёл компанию по сбору средств на покупку паровоза Flying Scotsman. Он стал гвоздём программы Railfest.
В конце 2007 года на первом этаже музея открылся новый центр Search Engine с доступом к музейным библиотеке и архиву.
С 18 июля по 23 августа 2008 года Королевский театр Йорка поставил в музее пьесу Э. Несбит «Дети железной дороги». The Guardian присвоил спектаклю пять звёзд. Успех привёл к тому, что постановку повторили в 2009 году, с 23 июля по 3 сентября, а также музей предоставил локомотивы для последующих выступлений на международной станции Ватерлоо и в Торонто.
В 2009 году было объявлено о начале проекта «NRM+», целью которого ставилось обновление экспозиции в Большом зале. Одним из источников финансирования называлась национальная лотерея. Также начался поиск партнёров для организации новых выставок за пределами музея.
Были заключены соглашения по застройке незанятых территорий музея (большей частью принадлежащих Network Rail) с образованием комплекса «Йорк-Централ», но ухудшение экономической ситуации в 2009 году вынудило повременить с реализацией этого плана, хотя аналогичный проект был начат городским советом в начале 2016 года. «NRM+» объявлен закрытым в 2011 году из-за неудачи со сбором средств, тем не менее, в конце 2011 года в Станционном зале началось крупное обновление экспозиции.
В 2012 году Национальный железнодорожный музей решил временно вернуть на родину два паровоза серии LNER A4 class: 60008 Dwight D Eisenhower и 60010 Dominion of Canada — из Национального железнодорожного музея в Грин-Бей, штат Висконсин, США, и Exporail в Монреале, провинция Квебек, Канада, для участия в праздновании 75-летия паровоза Mallard в следующем, 2013, году. Локомотивы были взяты в аренду на два года, за которые им предстояло пройти косметический ремонт с перекраской 60008 в зелёный цвет, в котором он был выведен из эксплуатации в 1963 году, 60010 — в синий, с установкой оригинального колокола Канадской тихоокеанской железной дороги, что соответствует его состоянию в 1939 году.
8 декабря 2012 года было объявлено, что филиал Национального железнодорожного музея будет построен рядом со станцией Лестер-Норт исторической дороги Great Central Railway.

### Финансовый кризис
В июне 2013 года York Press сообщила, что Национальный железнодорожный музей столкнётся с финансовым кризисом из-за возможного сокращения на 10 % годового бюджета Группы Музея науки, что в результате обернётся для него сокращением на 25 %. Это должно было привести к увольнениям сотрудников и закрытию проектов. Для компенсации музей рассматривал возможность уменьшить размах деятельности, вновь ввести входную плату или готовиться к полному закрытию. Однако после протестов местных жителей канцлер казначейства Джордж Осборн объявил, что бюджет будет сокращён только на 5 %. Вслед за этим директор группы Ян Блэтчфорд объявил две недели спустя, что музей был дважды спасён, так как уменьшение расходов на 10 % было решено компенсировать за счёт закрытия Национального музея медиа в Брэдфорде.

## Критика, финансирование и награды

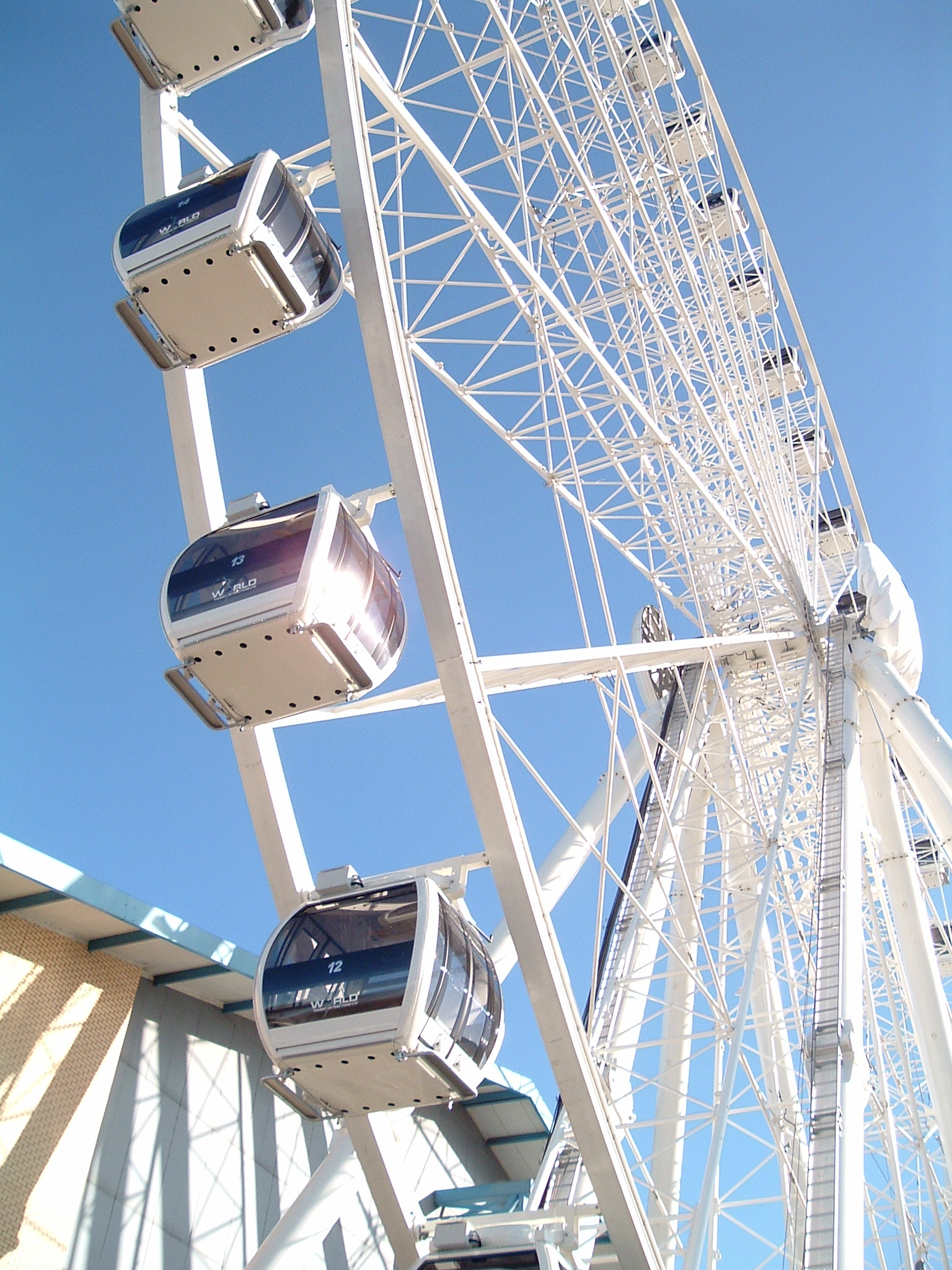
Йоркширское колесо, расположенное в музее с 2006 по 2008 года, стало одним из способов сбора средств

Музей критиковали по нескольким вопросам, включая недостаточное внимание к современным локомотивам; пренебрежение к науке в угоду коммерции; или что принадлежащая музею коллекция фотографий представляет собой «чёрную дыру». Музей оправдывался тем, что критики не учитывают финансовые трудности: грант от Департамента культуры, медиа и спорта соответствует £6,50 на посетителя, что меньше дохода сходных лондонских музеев. Часть финансирования музей получает от чисто коммерческих мероприятий, таких как Йоркширское колесо, которое работало в музее с 2006 по 2008 год, или визиты паровозика Томас, как показано в Thomas and the Great Railway Show. Музей также пострадал от нескольких краж.
Материалы в музей могут поступать по предложениям от Комитета железнодорожного наследия, но из-за разнообразия материалов, потенциально соответствующих требованиям музея, и проблемам ухода за ними, выбор новых экспонатов для коллекции может быть трудным. Ранее музей содержал подвижной состав, как если бы он находился в обычной эксплуатации, и постоянно производил капитальный ремонт и реставрацию. Благодаря этому многие паровозы музея могли водить поезда как на исторических железных дорогах, так и на главном пути. В недавнем прошлом предпринимались попытки перейти к менее агрессивным способам сохранения, что в некоторых случаях привело к превращению экспонатов в нерабочие.
В 2012 году внутренний отчёт музея подверг серьёзно критике капитальный ремонт паровоза LNER Class A3 4472 Flying Scotsman.
С 1977 года существует общество «Друзья Национального железнодорожного музея», осуществляющее его финансовую и иную поддержку. Благодаря этому был восстановлен в первоначальном виде паровоз LMS Princess Coronation Class 6229 Duchess of Hamilton.
Great Railway Show в 1990 году обеспечило музею премию Museum of the Year, а в 2001 ему досталась награда European Museum of the Year Award. Также на счету музея премия Йоркширского совета по туризму «Белая роза», а в качестве в признание достижений 2004 им получена Премия Питера Мэнисти от Heritage Railway Association.

## Присутствие в интернете
Веб-сайт Национального железнодорожного музея предлагает посетителям возможность спланировать свой визит заранее. Музей также внедряет в жизнь политику расширения доступа к своей коллекции через сайт. Онлайн доступны некоторые записи из Национального архива истории железных дорог. Совместно с компанией East Coast создано приложение для iPhone, что позволяет при поездках между Лондоном и Эдинбургом по East Coast Main Line через Йорк найти интересные для осмотра объекты коллекции. Через поисковую систему становится доступной всё большая часть музея, архива и библиотеки: предоставляются каталоги и списки для исследователей, чтобы нужные материалы были найдены перед посещением музея, добавляются копии чертежей в низком разрешении.. Библиотечный фонд добавлен в каталог Йоркского университета. На сайте представлен весь подвижной состав и большое количество сопутствующих материалов.
Национальный железнодорожный музей также имеет страницы на ряде других сайтов. Копии многих хранящихся в нём плакатов, фотографий и картин можно заказать через Science and Society Picture Library. Сотрудники музея участвуют в обсуждения на форумах National Preservation. Также у музея открыт блог на WordPress.com, где сотрудники рассказывают о музейных событиях, скрытых от глаз публики, например, о работах по сохранению объектов или о подготовке крупных мероприятий.

## Локомотивы
Ниже перечислено несколько паровозов, представленных в музее. Список сгруппирован по состоянию экспонатов, затем по году изготовления.
Действующие паровозы
- SR N15 Class 4-6-0 No. 30777 Sir Lamiel. Находится на Great Central Railway.
- SR Schools class 4-4-0 No. 925 Cheltenham. Находится на Mid Hants Railway. Сертификат котла до 2022 года.
- LNER Class A1/A3 4-6-2 60103 Flying Scotsman. Капитальный ремонт начат в 2006 году. После внешней оценки работ окончание ремонта поручено компании Riley and Son. Возвращён на линию в 2016 году[102][103].

Паровозы в статической экспозиции
- «Ракета». Две реплики в Йорке, одна рабочая (перестроена в 2009—2010 годах) и одна в разрезе. Оригинал находится в Музее науки в Лондоне.
- NER No. 66 Aerolite — в статической экспозиции в Йорке с 1934 года.
- GWR 4000 Class 4-6-0 4003 Lode Star. Возвращён в ноябре 2015 года из Музея Greae Western Railway в Суиндоне в рамках обмена локомотивами при подготовке к празднованию 175-летия Swindon Works в 2016 году[104].
- LMS Stanier Class 5 4-6-0 5000. В статической экспозиции.
- LNER Class V2 2-6-2 4771/60800 Green Arrow. После многих лет работы сломался на North Yorkshire Moors Railway. В капитальном ремонте нуждается блок из трёх цилиндров, что из-за высокой стоимости работ вряд ли позволит вернуть паровоз в строй в ближайшее время. Возвращён из Шилдона после двух лет пребывания там.
- LNER Class A4 4-6-2 4468 Mallard. Восстановлен до рабочего состояния в 1986 году, в настоящее время в статической экспозиции. Вряд ли вернётся на линию из-за популярности и рабочего состояния всех остальных находящихся в Великобритании паровозов серии.
- SR Class Q1 0-6-0 No. C1. В статической экспозиции.
- BR standard class 9F 2-10-0 92220 Evening Star. Последний паровоз, построенный для британских железных дорог. Вернулся в Йорк в 2010 году после двухлетнего пребывания в Музее Great Western Railway в Суиндоне.
- LMS Princess Coronation Class 4-6-2 6229 Duchess of Hamilton. Вернулся в Йорк в 2009 году после восстановления обтекаемой формы, участвовал к качестве экспоната в выставке Streamlined: Styling an era.

## Руководители музея
| Руководитель    | Годы работы |
| --------------- | ----------- |
| Джон Койли      | 1974—1992   |
| Эндрю Доу       | 1992—1994   |
| Эндрю Скотт     | 1994—2010   |
| Стив Дэвис      | 2010—2012   |
| Пол Киркман     | 2012—2017   |
| Джудит Макникол | 2017—н. в.  |